# Muriceides javensis
Muriceides javensis är en korallart som beskrevs av Nutting 1910. Muriceides javensis ingår i släktet Muriceides och familjen Plexauridae. Inga underarter finns listade i Catalogue of Life.